# Cylindrocladium reteaudii
Cylindrocladium reteaudii är en svampart som först beskrevs av Bugnic., och fick sitt nu gällande namn av Boesew. 1982. Cylindrocladium reteaudii ingår i släktet Cylindrocladium och familjen Nectriaceae.   Inga underarter finns listade i Catalogue of Life.